# Jahmal Harvey
Jahmal Harvey, född 19 november 2002, är en amerikansk boxare.

## Karriär
Harvey tog guld vid världsmästerskapen i boxning i fjädervikt år 2021. Han tog även guld vid de panamerikanska mästerskapen 2023, och är uttagen att delta vid sommar-OS 2024.